# ジェニー・B.オスルドセン
ジェニー・B.オスルドセン（Jenny Blandina Osuldsen）は、ノルウェーの女性ランドスケープアーキテクトでノルウェーで1989年に結成されたスノヘッタの所属。スノヘッタでランドスケープアーキテクチュア担当デザイナー。代表作品に、オスロのコートヤード“ポルノガーデン”など多数。ライフサイエンスのノルウェー大学（Norwegian University of Life Sciences、NMBU）教授。
ノルウェーの東部要塞都市コングスビンゲル (Kongsvinger) 生まれ。
1991年にノルウェーの農業大学ランドスケープ学科卒業後、しばらく地元で働いていた。1993年から1994年にかけてフルブライト奨学金でロータリーからの国際親善奨学金を得て、ロサンゼルスに渡り、カリフォルニア州立理工大学ポモナ校アート学修士課程でランドスケープ学を専攻。1994年、リレハンメルオリンピックでのプロジェクトに従事。 1995年からスノヘッタに参加。 1999年以降はスノヘッタでのランドスケープ分野の業務をリードし、2006年からパートナーとなって、米国でのスノヘッタのプレゼンスを確立するため、ニューヨーク・オフィスでのマネージング・ディレクターに就任。
2011年6月、スイス・チューリヒで開かれたIFLA世界大会でIFLAジェフリージェリコ賞（Cornelia Hahn Oberlanderが選定するSir Geoffrey Jellicoe Award 2011、SGJA）に選ばれた。

## 参考
- 「北のランドスケープ:保全と創造」 淺川昭一郎 -環境コミュニケーションズ 2007
- 「LANDSCAPE DESIGN  特集　北欧のランドスケープデザイン」 マルモ出版　2006年10月号
- 「スカンジナビアン・スタイル」　2006年秋号 特集　北欧ウォッチ  かずさ広告企画株式会社